# WWF St. Valentine's Day Massacre
WWF St. Valentine's Day Massacre est un ancien pay per view de la World Wrestling Entertainment qui ne s'est déroulé qu'une seule fois comme son nom l'indique le 14 février 1999 au Pyramid Arena de Memphis au Tennessee.

## Résultats
| #                                                          | Résultats                                                                                        | Stipulations                                           | Durée |
| ---------------------------------------------------------- | ------------------------------------------------------------------------------------------------ | ------------------------------------------------------ | ----- |
| Sunday Night Heat match                                    | Too Much (Brian Christopher et Scott Taylor) battent The Hardy Boyz (Matt et Jeff)               | Tag team match                                         | N/A   |
| Sunday Night Heat match                                    | Viscera bat Test par disqualification                                                            | Match simple                                           | 02:20 |
| Sunday Night Heat match                                    | Billy Gunn vs Tiger Ali Singh                                                                    | Match simple                                           | 00:40 |
| 1                                                          | Goldust bat Bluedust                                                                             | Match simple                                           | 03:04 |
| 2                                                          | Bob Holly bat Al Snow                                                                            | Match simple pour le vacant WWF Hardcore Championship  | 09:58 |
| 3                                                          | The Big Boss Man bat Mideon                                                                      | Match simple                                           | 06:19 |
| 4                                                          | Owen Hart et Jeff Jarrett (c) (avec Debra) battent Mark Henry et D'Lo Brown (avec Ivory)         | Tag team match pour le WWF Tag Team Championship       | 09:33 |
| 5                                                          | Val Venis (avec Ryan Shamrock) bat Ken Shamrock (c) (avec Billy Gunn en tant qu'arbitre spécial) | Match simple pour le WWF Intercontinental Championship | 15:53 |
| 6                                                          | Kane et Chyna battent Triple H et X-Pac                                                          | Match simple                                           | 14:46 |
| 7                                                          | Mankind (WWF Champion) vs The Rock (double KO)                                                   | Last Man Standing match                                | 22:00 |
| 8                                                          | Steve Austin bat Vince McMahon                                                                   | Steel cage match                                       | 07:56 |
| (c) désigne le champion défendant son titre dans le match. |                                                                                                  |                                                        |       |